# نور آرابکیر
نور آرابکیر (به ارمنی: Նոր Արաբկիր) یک روستا در ارمنستان است که در ایروان واقع شده‌است.